# Sân vận động Quốc gia, Ta' Qali
Sân vận động, tại địa phương còn được gọi là Ta' Qali, tên chính thức là Sân vận động Quốc gia (tiếng Malta: Grawnd Nazzjonali), là một sân vận động nằm ở Ta' Qali, Malta. Sân vận động, nơi cũng có trụ sở của Hiệp hội bóng đá Malta, có sức chứa 16.997 người và cho đến nay, là sân vận động lớn nhất trong cả nước. Sân phục vụ như là sân vận động bóng đá quốc gia của Malta và là sân nhà của đội tuyển bóng đá quốc gia Malta. Sân vận động này cùng với ba sân vận động khác cũng là nơi tổ chức giải bóng đá ngoại hạng Malta.

## Lịch sử

### Bối cảnh và những năm đầu
Mặc dù sân vận động mới chính thức được khánh thành vào ngày 6 tháng 12 năm 1981 với cuộc chạm trán ở Giải ngoại hạng Malta giữa Zurrieq F.C. và Senglea Athletic F.C., một số hồ sơ nhất định cho thấy rằng sân vận động đã được vận hành vào tháng 5 năm 1981. Thật vậy, các trích dẫn từ báo chí chỉ ra rằng sân vận động đã tổ chức trận chung kết của giải vô địch quốc gia đầu tiên được tổ chức bởi Liên đoàn bóng đá Malta hiện không còn tồn tại (không được nhầm lẫn với Hiệp hội bóng đá Malta, lúc đó được gọi là Hiệp hội bóng đá chính) giữa Valletta Vanguards FC và Birkirkara St. Joseph Sports Club vào ngày 3 tháng 5 năm 1981.
Số lượng khán giả có mặt tại sân vận động nhiều nhất từ trước đến nay là trong trận đấu tại vòng loại World Cup 1986 giữa Malta và Tây Đức diễn ra vào ngày 16 tháng 12 năm 1984, khi 35.102 người đến xem Malta thua sát nút đội á quân World Cup trước đó.

### Khán đài Thiên niên kỷ

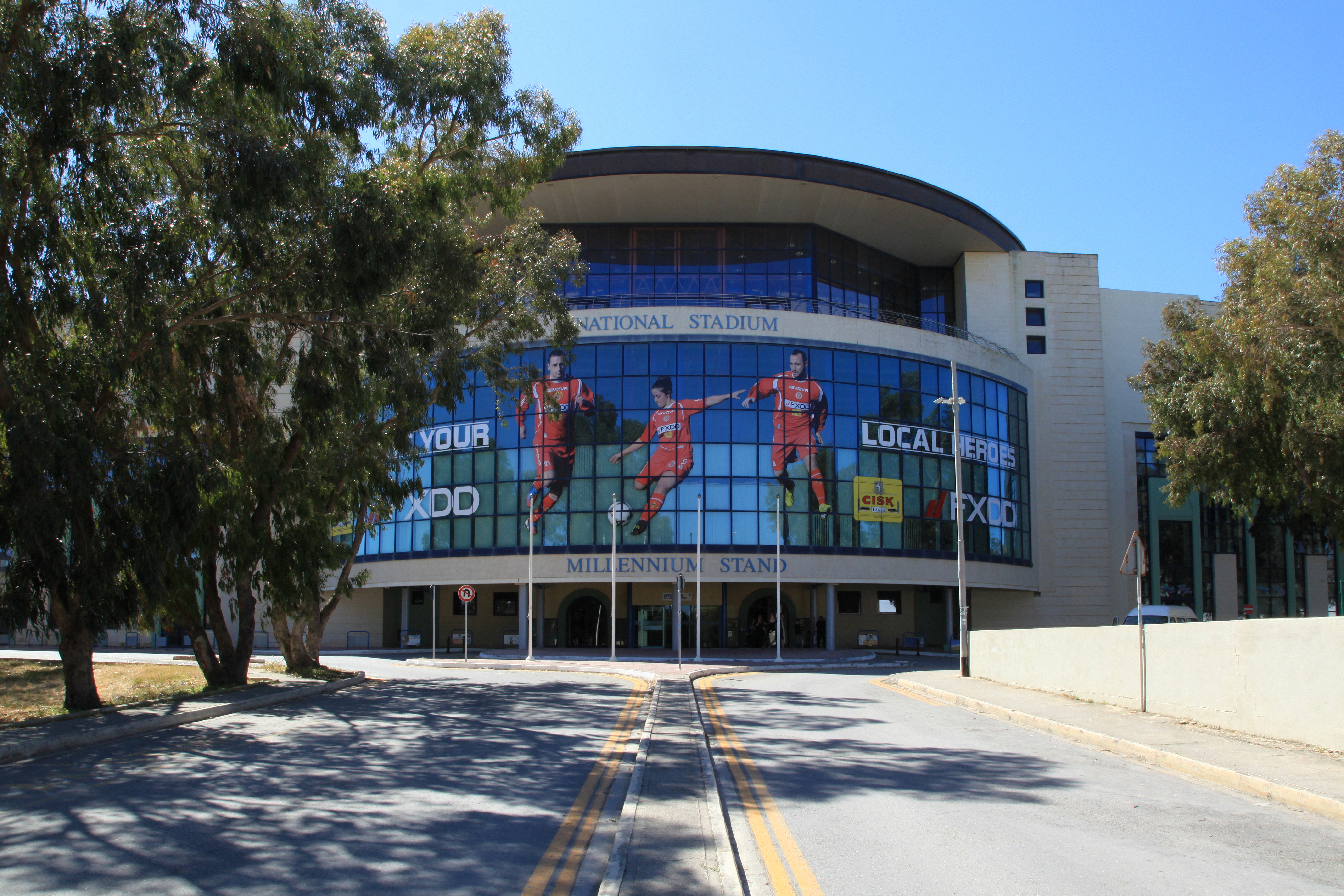
Lối vào Khán đài Thiên niên kỷ

Ngày 3 tháng 9 năm 2002, Hiệp hội bóng đá Malta khánh thành khán đài Thiên niên kỷ. Khán đài Thiên niên kỷ thay thế khán đài phía Đông có sức chứa 5.000 chỗ ngồi, nơi đã được tuyên bố là một cấu trúc nguy hiểm trong một số năm sau đó và do đó phải bị phá bỏ. Việc xây dựng khán đài Thiên niên kỷ mất 3,5 triệu lira Malta, đơn vị tiền tệ của Malta trước khi đồng Euro ra đời, được coi là "dự án cơ sở hạ tầng lớn nhất từng được thực hiện bởi Hiệp hội bóng đá Malta" trong khi khán đài được ví như "viên ngọc quý trên vương miện của FA Malta".

### Tái tạo bề mặt sân
Vào năm 2016, Hiệp hội bóng đá Malta đã công bố một dự án trị giá 1,5 triệu euro để thay thế mặt cỏ cũ bằng một mặt cỏ lai hiện đại, với bề mặt sau này đã hoạt động được 35 năm. Dự án được tiến hành bởi SIS Pitches, người nổi tiếng với các công trình khác như Vodafone Arena và Sân vận động iPro. Các chi phí được tài trợ một phần bởi UEFA và FIFA, phần còn lại do MFA đài thọ.

### Tương lai
Vào tháng 7 năm 2017, trong cuộc họp đại hội đồng thường niên, Hiệp hội bóng đá Malta đã công bố 5 dự án đã được hiệp hội công bố. Hai trong số các dự án này, bao gồm việc xây dựng nhà thi đấu futsal mới và một bãi đậu xe liền kề với khán đài (khán đài phía Tây), kéo theo sự phát triển lại của khán đài phía Bắc và Nam. Một đoạn clip ngắn được chia sẻ bởi hiệp hội trên trang Facebook cho thấy rằng khoảng trống phía sau cả hai khung thành sẽ bị xóa bỏ và hai khán đài sẽ được di chuyển gần sân hơn. Việc phát triển lại cũng kéo theo việc loại bỏ các góc, biến sân vận động trở thành một địa điểm "kiểu Anh".

## Sự kiện

### Giải vô địch bóng đá U-17 châu Âu
Sân vận động Quốc gia là địa điểm chính của Malta trong thời gian tổ chức Giải vô địch bóng đá U-17 châu Âu 2014. Sân vận động đã tổ chức tất cả bảy trận đấu, bao gồm lễ khai mạc, 3 trận đấu vòng bảng, bán kết và chung kết. 9.422 người đã đến xem Anh giành chức vô địch khi đánh bại Hà Lan trên chấm phạt đền.

### Đại hội Thể thao các quốc gia nhỏ châu Âu
Phiên bản thứ 10 của Đại hội Thể thao các quốc gia nhỏ châu Âu được tổ chức tại Malta và Sân vận động Quốc gia được chọn để tổ chức lễ khai mạc. Lễ khai mạc hoành tráng với màu sắc, vũ điệu và pháo hoa đã khiến buổi tối trở thành một buổi tối đáng nhớ đối với những người có mặt tại sân vận động.